# 제1차 세계 대전의 원인

제1차 세계 대전 직전의 유럽의 외교 관계. 오스만 제국은 전쟁이 시작된 직후 동맹국에 합류했고, 이듬해에는 불가리아가 합류했다. 이탈리아는 1914년에는 중립을 유지했고, 1915년에 연합국에 합류했다.

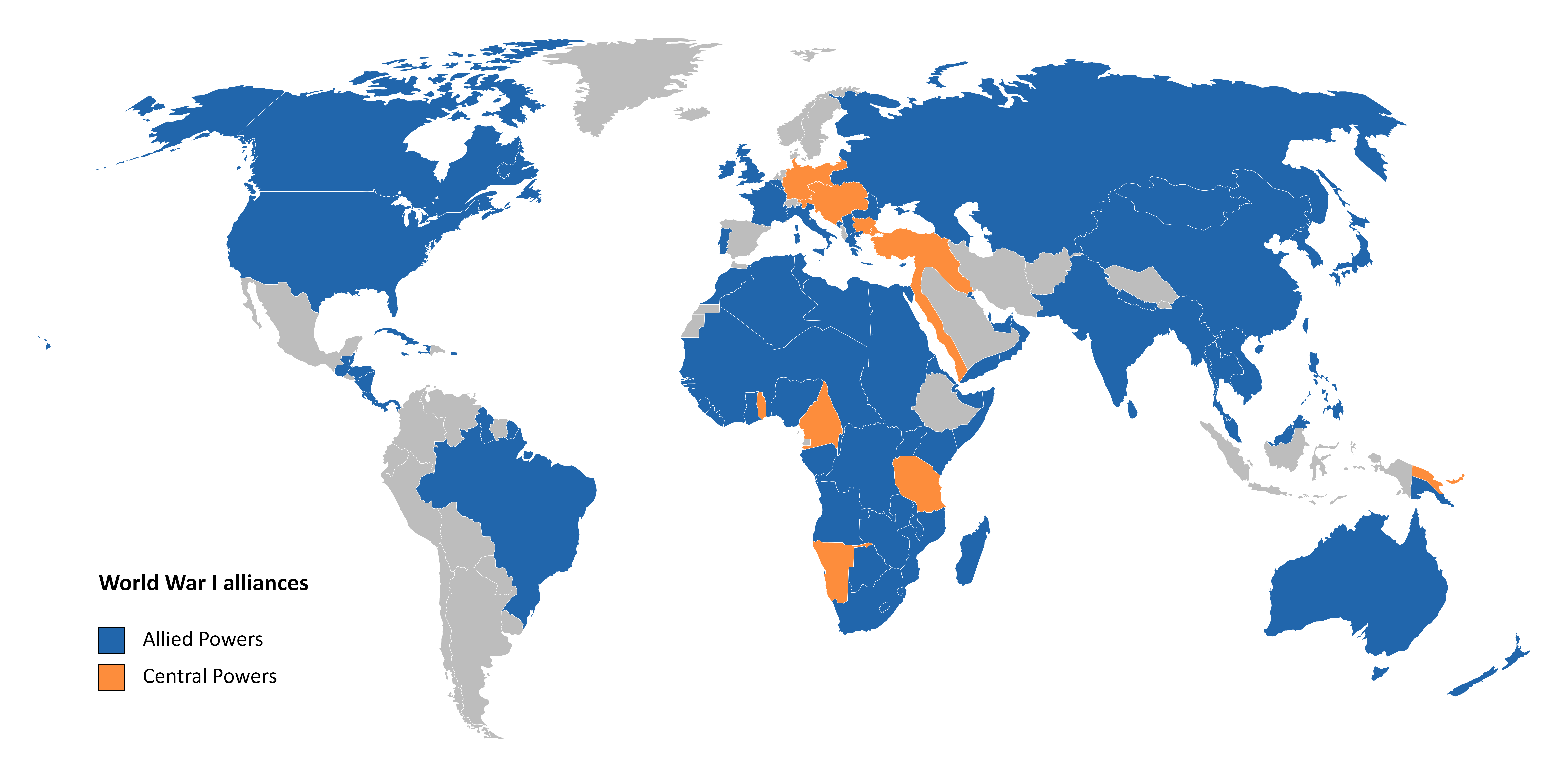
1917년 제1차 세계 대전 참전국이 표시된 세계 지도. 연합국은 파란색, 동맹국은 주황색, 중립국은 회색으로 표시되어 있다.

제1차 세계 대전의 원인(第一次世界大戰原因, 영어: causes of World War I)을 규명하는 것에 대해서는 여전히 논란의 여지가 있다. 제1차 세계 대전은 1914년 7월 28일에 발칸반도에서 시작되었고, 1918년 11월 11일에 종결되었으며, 1,700만명이 사망하고 2,500만명이 부상당했다. 더욱이 러시아 내전은 1918년의 직접적인 여파로 발생한 다른 여러 분쟁들과 마찬가지로 여러 가지 면에서 제1차 세계 대전의 연속으로 간주될 수 있다.
보다 장기적인 관점에서 학자들은 두 개의 세력, 즉 (1) 독일 제국, 오스트리아-헝가리, 오스만 제국과 (2) 러시아 제국, 프랑스, 대영제국이 1914년 초까지 어떤 과정에서 갈등 상황에 놓였는지 관심을 갖는다. 그 과정에서 정치적, 지정학적, 경제적 경쟁, 군국주의, 복잡한 동맹관계, 제국주의, 민족주의의 성장, 그리고 오스만 제국의 쇠퇴로 인해 만들어진 권력 공백 등의 요인을 두루 주목한다. 이외에도 장기적, 구조적 요인들로 영토 분쟁, 유럽 내 힘의 세력균형 붕괴 인식, 복잡하고 파편화된 거버넌스, 군비 경쟁과 안보 딜레마, 공격 숭배 현상(cult of the offensive), 작전 계획 등이 주로 연구된다.
단기적인 분석을 추구하는 학자들은 1914년 여름에 초점을 맞추고 갈등이 멈출 수 있었는지, 아니면 대신 더 깊은 원인들이 그것을 불가피하게 만들었는지를 탐궇나다. 즉각적인 원인들로는 세르비아의 민족주의 단체의 지원을 받았던 세르브계 보스니아인 민족주의자 가브릴로 프린치프에 의해 오스트리아의 프란츠 페르디난트 대공이 암살당한 것으로 촉발된 7월 위기 동안 정치인들과 장군들의 결정들이 있다. 오스트리아-헝가리와 세르비아 사이의 갈등이 그들의 동맹국인 러시아, 독일, 프랑스, 그리고 궁극적으로 벨기에와 영국의 개입으로 인해 위기상황은 더욱 고조되었다. 이러한 위기가 전쟁으로 이어진 것은 영국이 중립을 지킬 것이라는 독일의 믿음과 같은 상대방에 대한 오해, 전쟁이 불가피하다는 운명론적인 생각, 그리고 부분적으로 외교 소통의 지연과 오해가 지목된다.
이 위기는 1914년 이전 수십 년간 유럽과 식민지 문제를 둘러싸고 이탈리아, 프랑스, 독일, 영국, 오스트리아-헝가리, 러시아 등 강대국간의 잇따른 외교적 충돌로 인해 더욱 긴장감이 고조됐다. 그리고 이러한 충돌의 근본적인 원인은 1867년부터 진행된 유럽의 세력 균형 변화에서 찾기도 한다.
그러나 주요 요인에 대해 모든 학자가 통일된 의견을 갖는 것은 아니다. 학자마다 강조하는 요인이 다르기 때문에 전쟁의 기원에 대한 합의는 여전히 되어있지 않다. 역사학자들의 관점과 이념이 변화함에 따라, 특히 잘 분류된 역사 기록 보관소를 이용할 수 있게 되면서 역사적 논쟁의 중심이 계속 변화하기 때문에 합의점을 찾는 과정은 더욱 요원해진다. 특히 독일과 오스트리아-헝가리가 사건을 주도했다고 보느냐, 아니면 더 많은 행위자와 상황 사이의 권력 역학에 초점을 맞추냐의 문제에서 의견이 많이 갈린다.

## 같이 보기
- 제1차 세계 대전
- 제1차 세계 대전의 외교사